# Senhora Évora
Senhora Évora è il ventiquattresimo album di Cristiano Malgioglio pubblicato il 4 dicembre 2012 dalla Malgioglio Records.

## Descrizione
Senhora Évora è un album interamente dedicato alla cantante capoverdiana Cesária Évora.
Contiene anche due duetti con la cantante e attrice, portata al successo internazionale dal film Gomorra, Maria Nazionale: Tiempo y silencio e Carnevale.
L'album è stato anticipato dai videoclip dei brani Bella figlia e Tiempo y silencio diretti, rispettivamente, da Joel Guilian e Nello Pennino e dal singolo Amica mia.

## Tracce
1. Senhora Évora (C. Malgioglio, Corrado Castellari)
2. Tiempo y silencio (duetto con Maria Nazionale) (P. Guerra, L. Pastor)
3. La danza (C. Malgioglio, L. Morais)
4. Besame mucho (Consuelo Velázquez)
5. Sao vicente de longe (Armando Antonio Lima)
6. Sapore di peccato (C. Malgioglio, L. Manuel De Jesus)
7. Sarà (Sodade) (A. Cabral, L. Morales)
8. Bella figlia (G. Goncalves, C. Malgioglio)
9. Bacio rubato (A. Moreira, C. Malgioglio)
10. Pioggia amica, pioggia di speranza (Regresso) (J. Agostino, A. Cabral) (testo italiano di C. Malgioglio)
11. Tempo e silenzio (P. Guerra, L. Pastor) (testo italiano di C. Malgioglio)
12. Carnevale (duetto con Maria Nazionale) (P. M. Rodrigues, C. Malgioglio, A. Zeppieri)